# 滋賀県道54号海津今津線
滋賀県道54号海津今津線（しがけんどう54ごう かいづいまづせん）は、滋賀県高島市を通る県道（主要地方道）である。

## 概要
滋賀県高島市マキノ町海津を起点に高島市今津町弘川に至る11.1 kmの路線である。
高島市マキノ町海津の称名寺付近を発する。
西浜交差点から北浜交差点は通称、湖周道路または風車街道という。

### 路線データ
- 起点：滋賀県高島市マキノ町海津（滋賀県道557号西浅井マキノ線交点）
- 終点：滋賀県高島市今津町弘川（弘川交差点、国道161号・国道303号交点）
- 総延長：11.1 km[1]

## 歴史
- 1993年（平成5年）5月11日 - 建設省から、県道海津今津線・県道饗庭弘川線の一部・県道今津停車場線の一部が海津今津線として主要地方道に指定される[2]。
- 1994年（平成6年）4月1日 - 認定[3]

## 路線状況

### 重複区間
- 滋賀県道557号西浅井マキノ線（高島市マキノ町海津・起点 - 海津交差点）
- 国道161号（高島市マキノ町海津・海津交差点 - 高島市マキノ町西浜・西浜交差点）

## 地理

### 通過する自治体
- 高島市

### 交差する道路

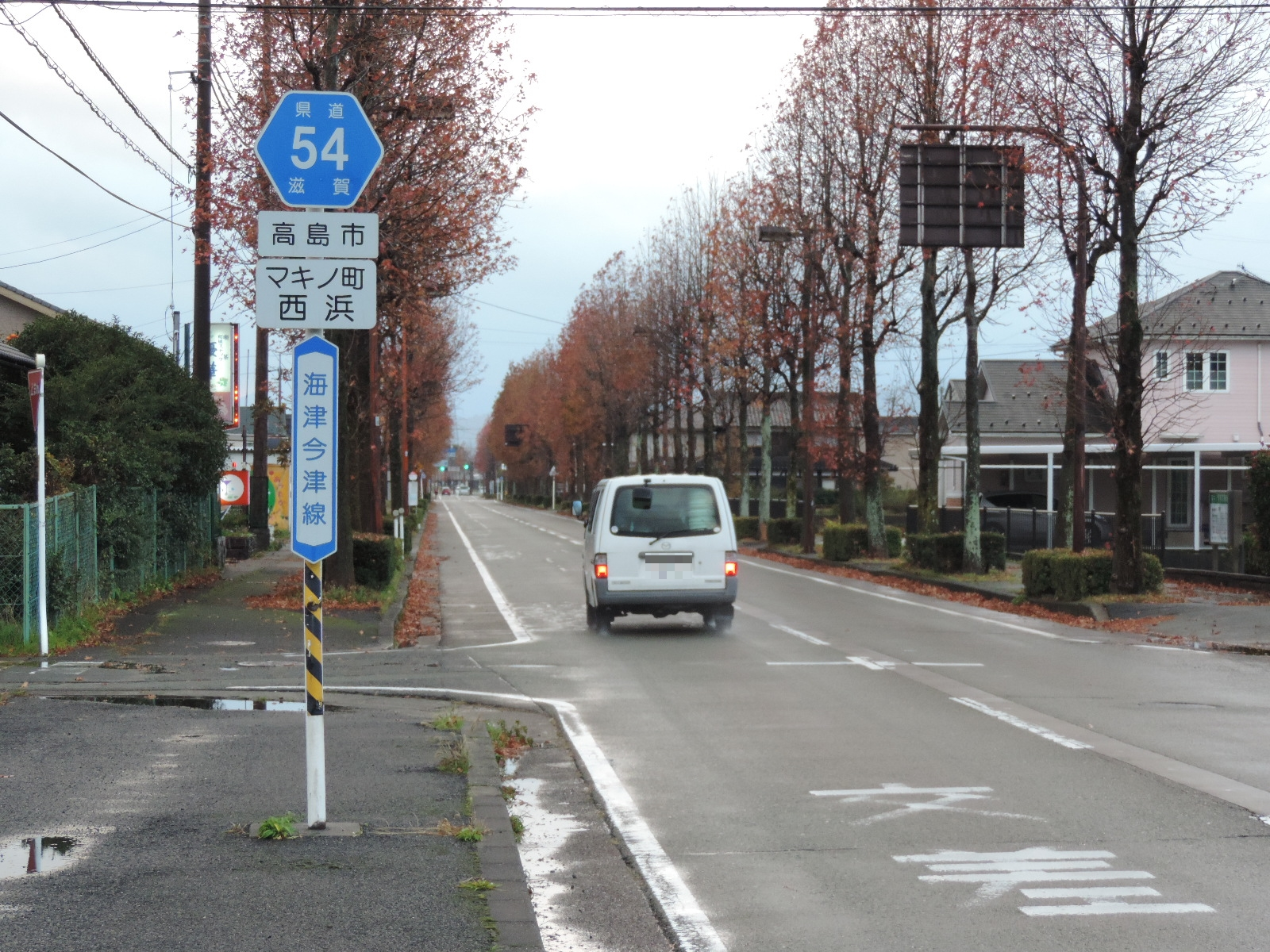
高島市マキノ町西浜にて。

- 滋賀県道557号西浅井マキノ線（高島市マキノ町海津、起点）
- 国道161号（高島市マキノ町海津・海津交差点）
- 国道161号（高島市マキノ町西浜・西浜交差点）
- 滋賀県道333号安曇川今津線 湖周道路＝風車街道（高島市今津町南新保・南新保交差点）
- 滋賀県道291号今津停車場線・滋賀県道335号今津マキノ線（高島市今津町弘川・弘川口交差点）
- 国道161号・国道303号（湖北バイパス）（高島市今津町弘川・弘川交差点、終点）

### 沿線にある施設など
- 西日本旅客鉄道（JR西日本）湖西線 マキノ駅
- マキノ郵便局
- 高島市立マキノ東小学校
- マキノ水泳場
- 奥琵琶湖マキノプリンスホテル
- 高木浜マキノサニービーチ
- 湖西の松林
- 今津浜海水浴場
- アロン化成
- 平和堂 今津店
- 曹澤寺
- アヤハディオ今津店
- NTT西日本 滋賀支店今津別館
- 滋賀県立高島高等学校
- 高島市立今津東小学校
- 高島市役所 今津支所
- 阿志都弥神社・行過天満宮
- 宮の森公園